# Charles Noblet
Pour les articles homonymes, voir Noblet.
Charles Noblet, né à Abbeville le 26 avril 1715, mort à Paris le 26 octobre 1769, est un claveciniste, organiste et compositeur français.